# The Icicle Works
The Icicle Works— англійський рок-гурт, сформований, в 1980, році в місті Ліверпуль, Велика Британія. Назва гурту взята, з оповідання, письменника на ім'я, Фредерік Пол, «The Day the Icicle Works Closed», написана в 1960, році. Гурт виконував, пост-панк, з елементами, інді-року, і нової хвилі, з сумішшю психоделічного року. Гурт рахувався тоді одним із відомих виконавців, неопсиходелії, серед таких виконавців: Echo & the Bunnymen, The Teardrop Explodes, Wah!. Гурт випустив, шість студійних альбомів, п'ять з яких входили в британські чарти, маючи комерційний успіх. В UK Singles Chart, найвищого результату, добився сингл, «Love is A Wonderful Colour» 1983, року, і також синл, «Whisper to a Scream» 1984, року, став американським хітом, в Billboard Hot 100. Після розпаду в 1990, році вокаліст Іан Маккнеб, почав сольну кар'єру. В 2006, році гурт був зібраний знову, але проіснував не довго, в 2007, році припинив існування.

## Дискографія
| Рік  | Назва альбому                                  | Лейбл           |
| ---- | ---------------------------------------------- | --------------- |
| 1984 | The Icicle Works                               | Beggars Bauquet |
| 1985 | The Small Price of a Bicycle                   | Beggars Bauquet |
| 1987 | If You Want to Defeat Your Enemy Sing His Song | Beggars Bauquet |
| 1988 | Blind                                          | Beggars Bauquet |
| 1990 | Peremanet Damge                                | Beggars Bauquet |
| 2010 | Peremanet Damge (перевипуск)                   | Beggars Bauquet |